# Свети Георги (Лубеница)
Вижте пояснителната страница за други значения на Успение Богородично.
„Свети Георги“ (на гръцки: Αγίου Γεωργίου) е православна църква, разположена в изоставеното гревенско село Валания или Лубеница, Егейска Македония, Гърция.
Църквата е еднокорабен храм, построен в XVI век, съдейки по архитектурата му. Има двускатен покрив и завършва с полукръгла апсида на изток. Във вътрешността има стенописи, изпълнени в две фази. По-ранните са на източната стена и са от XVI век, а по-късните, които са и запазени в по-голяма степен са от XIX век. Иконостасът е изключително сложен и резбован, но за съжаление от него е запазена само малка част.